# 猪原千恵
猪原 千恵（いのはら ちえ、1970年 - ）は、日本の歴史学者。

## 概略
広島大学文学部史学科(考古学専攻)卒。92年から府中市教育委員会(主事)、岡山大学埋蔵文化財調査研究センター(技術補佐員)、岡山県立吉備路郷土館 (学芸員)、和気町歴史民俗資料館(学芸員)を経て岡山市デジタルミュージアム(学芸員)。

### 論文
- 「労研饅頭」の成立とその背景」（『岡山びと-岡山市デジタルミュージアム紀要第2号-』）
- 「菓子木型彫刻」（『岡山びと-岡山市デジタルミュージアム紀要第3号-』）など。